# Kõrkküla, Ösel
Kõrkküla är en ort i Estland. Den ligger i Kärla kommun och landskapet Saaremaa (Ösel), i den västra delen av landet, 200 km sydväst om huvudstaden Tallinn. Kõrkküla ligger 6 meter över havet och antalet invånare är 104. Den ligger på ön Ösel. Kõrkküla ligger vid sjön Paadla Laht.
Terrängen runt Kõrkküla är platt. Runt Kõrkküla är det glesbefolkat, med 9 invånare per kvadratkilometer. Närmaste större samhälle är Arensburg, 13,7 km öster om Kõrkküla. I omgivningarna runt Kõrkküla växer i huvudsak blandskog.